# Оленьевское сельское поселение
Оле́ньевское се́льское поселе́ние — муниципальное образование в Дубовском районе Волгоградской области, административный центр — село Оленье. 

### Географическое положение
Оленьевское сельское поселение расположено на правом берегу Волги. Сельское поселение разделено заливом и втекающей в залив рекой Оленье на 2 части. Связность поселения обеспечивается мостом через залив и проходящей через этот мост трассой Р-228.  Оленьевское сельское поселение находиться между Волгоградско-Волжской агломерацией и городом Камышин в рамках Волгоградской области и Республикой Калмыкия, Ростовской, Астраханской областью и Саратовской областью в рамках Российской Федерации. Странами Закавказья и Поволжьем, Уралом РФ в международных рамках.

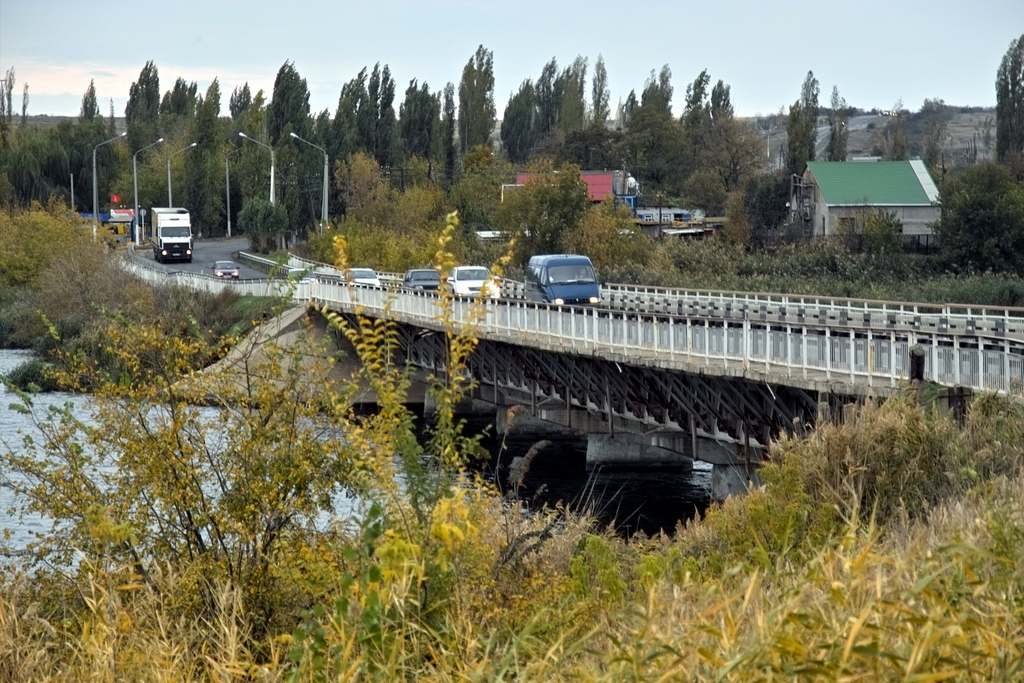
Мост

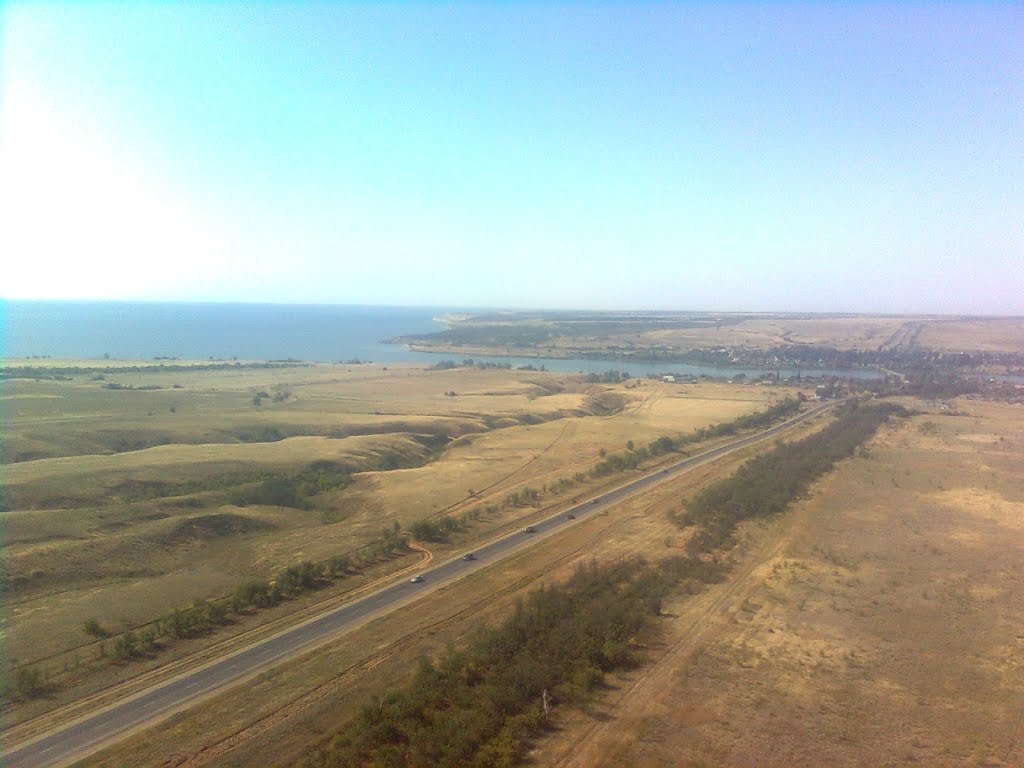
Трасса Р-228

## Транспорт

#### Автомобильный транспорт
Автомобильный транспорт в Оленьевском сельском поселении представлен следующими видами:
- личные Автомобили селян;
- многочисленные проходящие по трассе Р-228 Автобусы и маршрутные такси.
Часть дорог внутри поселка имеют асфальтобетонное покрытие, остальные дороги грунтовые и находятся в удовлетворительном состоянии. Потребности в автомобильном транспорте Оленьевского сельского поселения полностью удовлетворяются. Потребности проезжающих через Оленьевское сельское поселение транзитного транспорта в сфере ночлега, питания, снабжения товарами, топливом в целом удовлетворяются. Сегмент технического обслуживания, ремонта транзитного транспорта не развит.

#### Водный транспорт
Водный транспорт Оленьевского сельского поселения представлен частными лодками проживающих в нем жителей. 
В Оленьевском сельском поселении отсутствует какая либо инфраструктура обслуживающая потребности проходящего по Волге транспорта. Нет пирсов, заправочных станций, станций технического обслуживания водного транзитного транспорта.

#### Железнодорожный транспорт
Железнодорожного транспорта в Оленьевском сельском поселении нет и предпосылок к его появлению не предвидится.

#### Авиационный транспорт
В Оленьевском сельском поселении нет площадок для взлета и посадки пилотируемых самолетов, вертолетов, дирижаблей. Потребность в таком виде транспорта у жителей села отсутствует в связи с низкими доходами и малым спросом. 

#### Трубопроводный транспорт
В Оленьевском сельском поселении существуют следующие виды трубопроводного транспорта:
- сеть водоснабжения хозяйственно-питьевого;
- сеть водоснабжения поливного;
- газопровод внутрипоселковый.
Отопительные сети Оленьевского сельского поселения перестали существовать, в связи с плохой экономикой централизованного теплоснабжения.

#### Велосипедный транспорт
В Оленьевском сельском поселении велосипедный транспорт представлен велосипедным транспортом жителей.
Взять в аренду велосипед нельзя, маршруты для велотуристов отсутствуют. 

## Экономика

### Заробитчане
Значительная часть жителей работает вне Оленьевского сельского поселения, работая по сменам или вахтами в областном центре, области или в других регионах РФ.

### Подорожники
Значительная часть жителей занимается торговлей, общепитом, снабжением проходящего через Оленьевское сельское поселение транзитного транспорта.

### Огородники
Значительная часть жителей занята личным приусадебным хозяйством.

### Бюджетники
Часть населения занята в бюджетной сфере.

### Промысловики
Часть населения занята легальной и не легальной рыбной ловлей.

### Сельское хозяйство
Товарное сельское хозяйство старой технологической волны в Оленьевском сельском поселении умерло. Новое высокотехнологичное сельское хозяйства не развивается по причине отсутствия доступа к информации, материалам, финансам и желания им заниматься у жителей.

## Социально-экономическое развитие

### В рамках мира
В качестве мирового игрока Оленьевское сельское поселение  интересно в качестве производителя сырья для кварцевой силовой оптики.

### В рамках РФ
В рамках РФ  интересно производство сырья для парфюмерной и фармакологической промышленности. 

### В рамках Волгоградской области
Ремонт и техническое обслуживание легкового и грузового автомобильного транспорта.

### План реализации социально-экономического развития Оленьевского сельского поселения
1. Организовать на территории Оленьевского сельского поселения точку продажи расходников и запасных частей для автомобильного транспорта.
2. Организовать автосервис для обслуживания грузовых машин.
3. Организовать автосервис для обслуживания легковых машин.
4. Создать контакт-лист с перечнем всех организаций и заинтересованных лиц обслуживающих транзитный поток и сделать информацию о всех существующих организациях доступной в том числе в сети интернет.
5. Презентовать Оленьевское сельское поселение в качестве перспективной площадки для развития производства сырья для парфюмерной и фармакологической промышленности на федеральном уровне.
6. Презентовать Оленьевское сельское поселение в качестве перспективной площадки для развития производства сырья для кварцевой силовой оптики для международных производителей данного вида сырья.

## История
Оленьевское сельское поселение образовано Законом Волгоградской области от 14 марта 2005 года № 1026-ОД «Об установлении границ и наделении статусом Дубовского района и муниципальных образований в его составе».

## Население
| 2010  | 2012  | 2013  | 2014  | 2015  | 2016  | 2017  |
| ----- | ----- | ----- | ----- | ----- | ----- | ----- |
| 1012  | ↘997  | ↗1025 | ↗1061 | ↘1049 | ↘1048 | ↘1038 |
| 2018  | 2019  | 2020  | 2021  |       |       |       |
| ↘1032 | ↘1012 | ↗1018 | ↘999  |       |       |       |

## Состав сельского поселения
| № | Населённый пункт | Тип населённого пункта       | Население |
| - | ---------------- | ---------------------------- | --------- |
| 1 | Оленье           | село, административный центр | ↘999      |

## Природа
Сложное сочетание речного, степного, лесного ландшафта создают удивительной красоты сочетания.

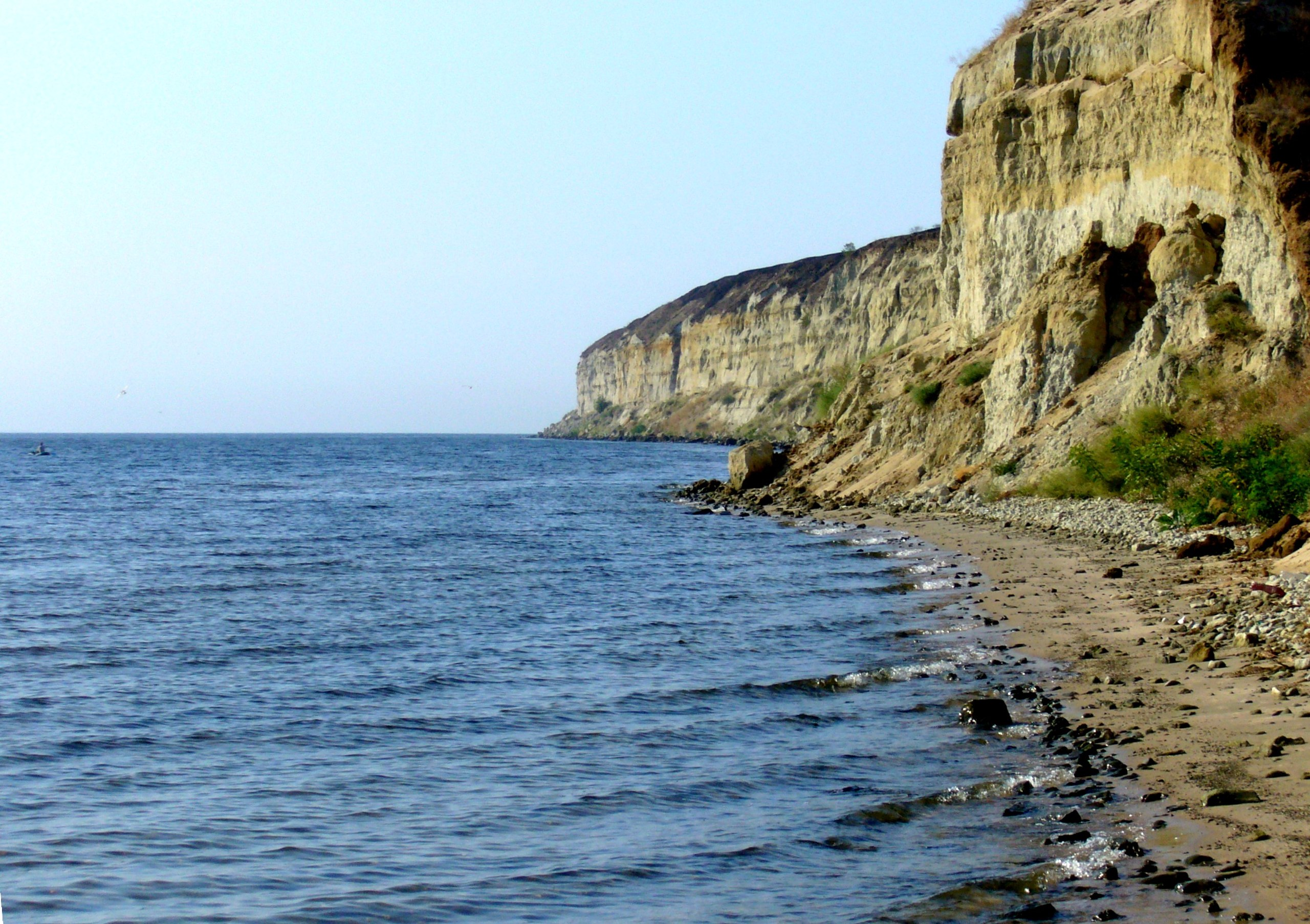
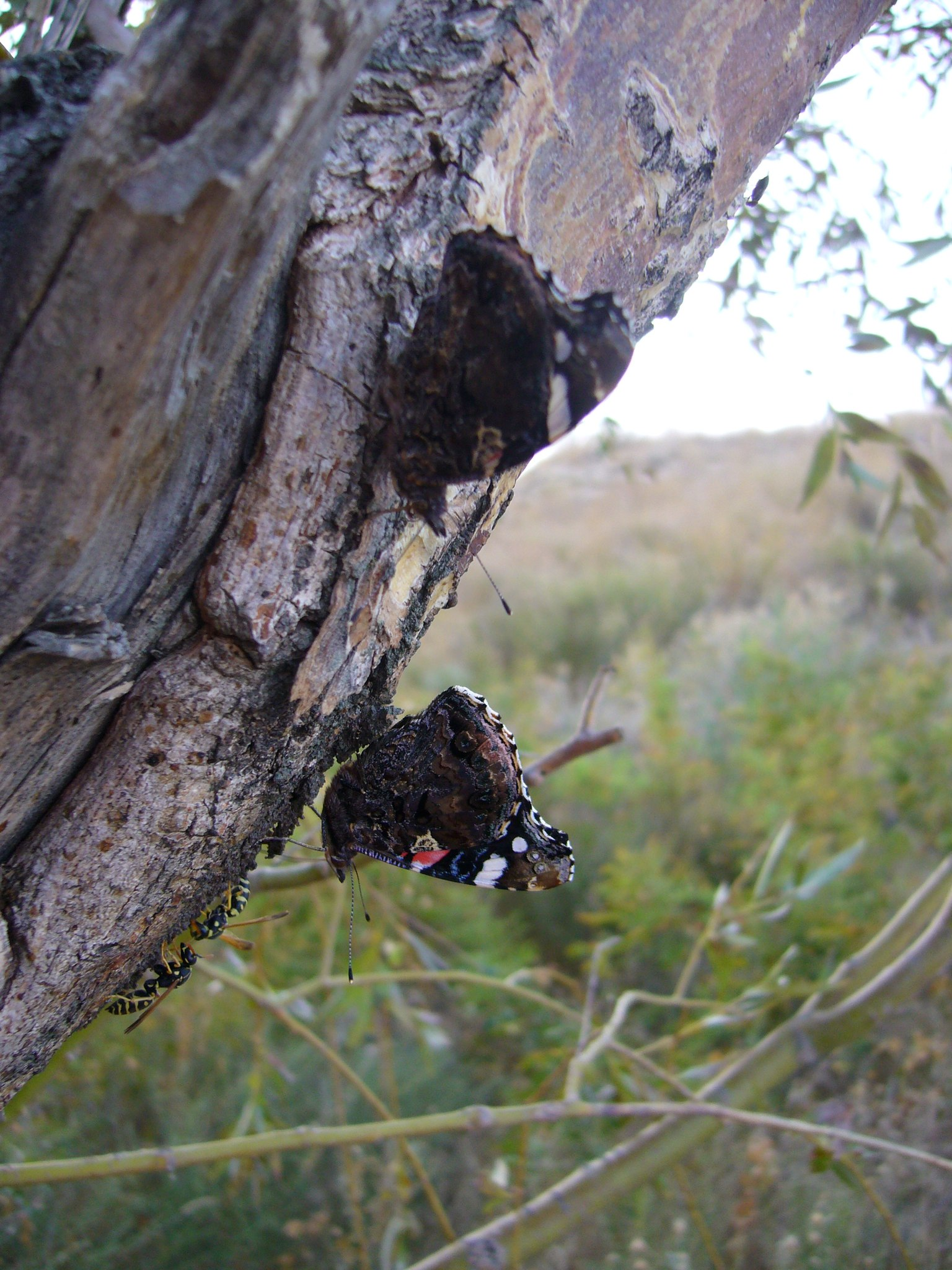
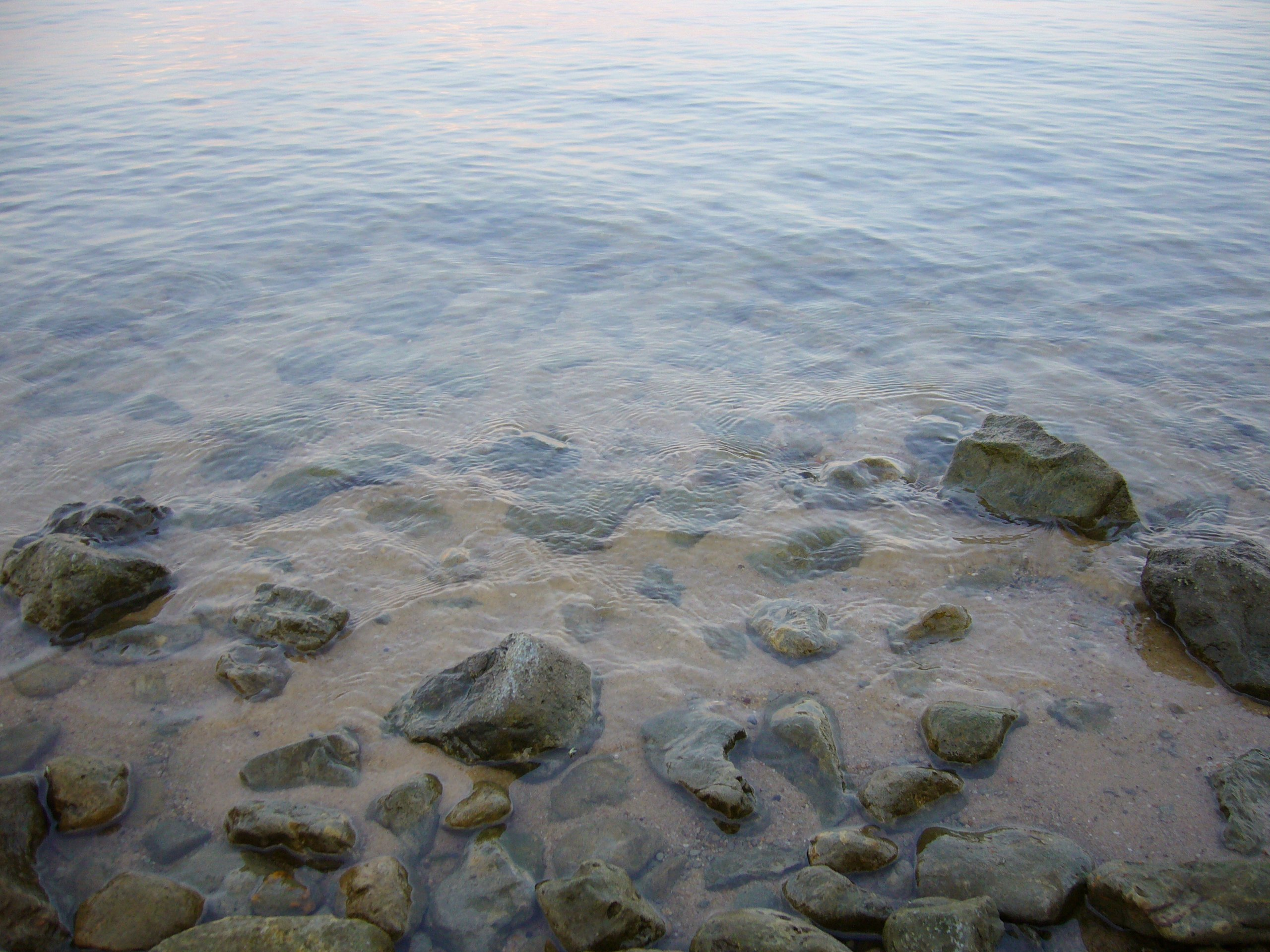
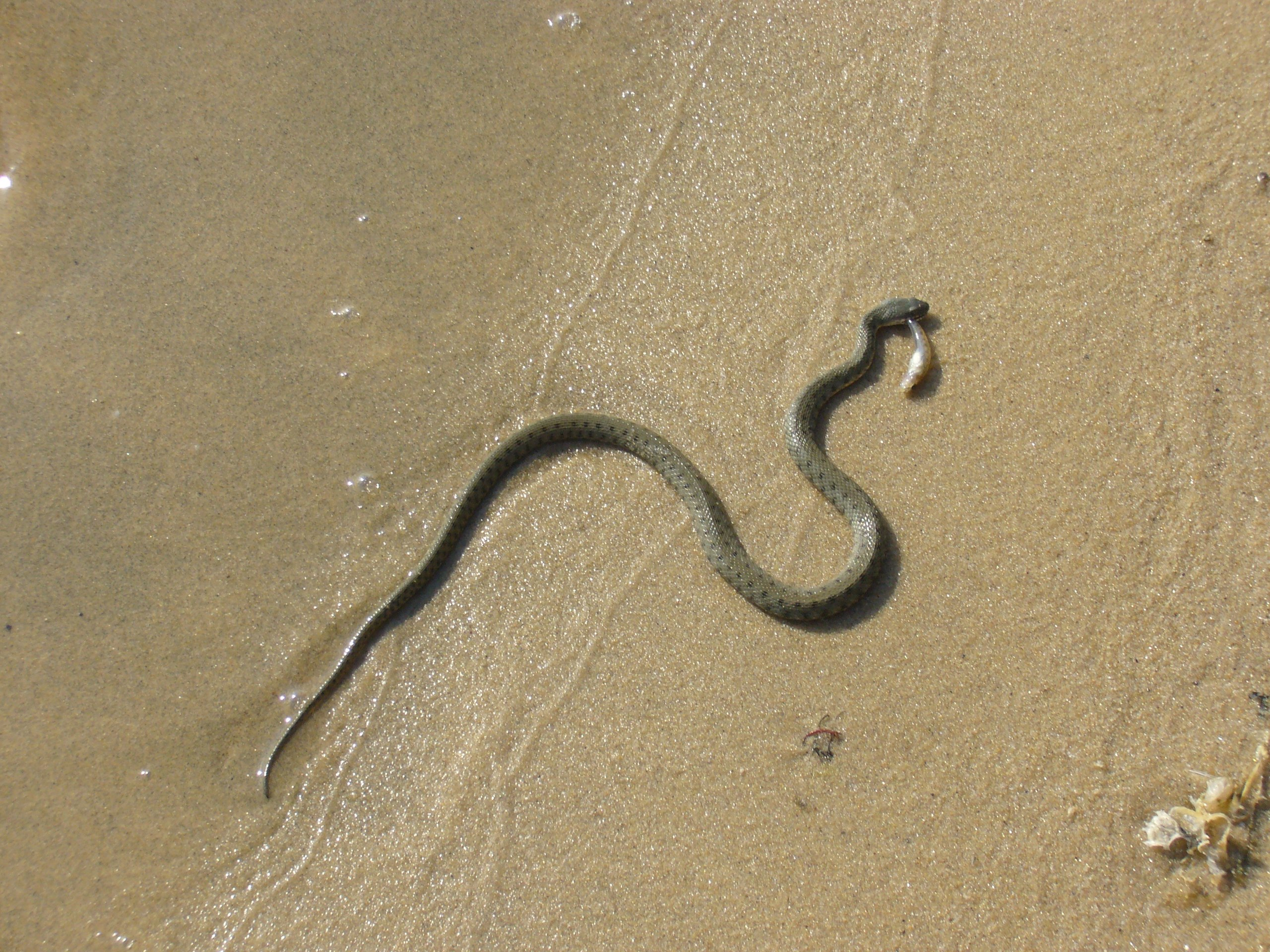
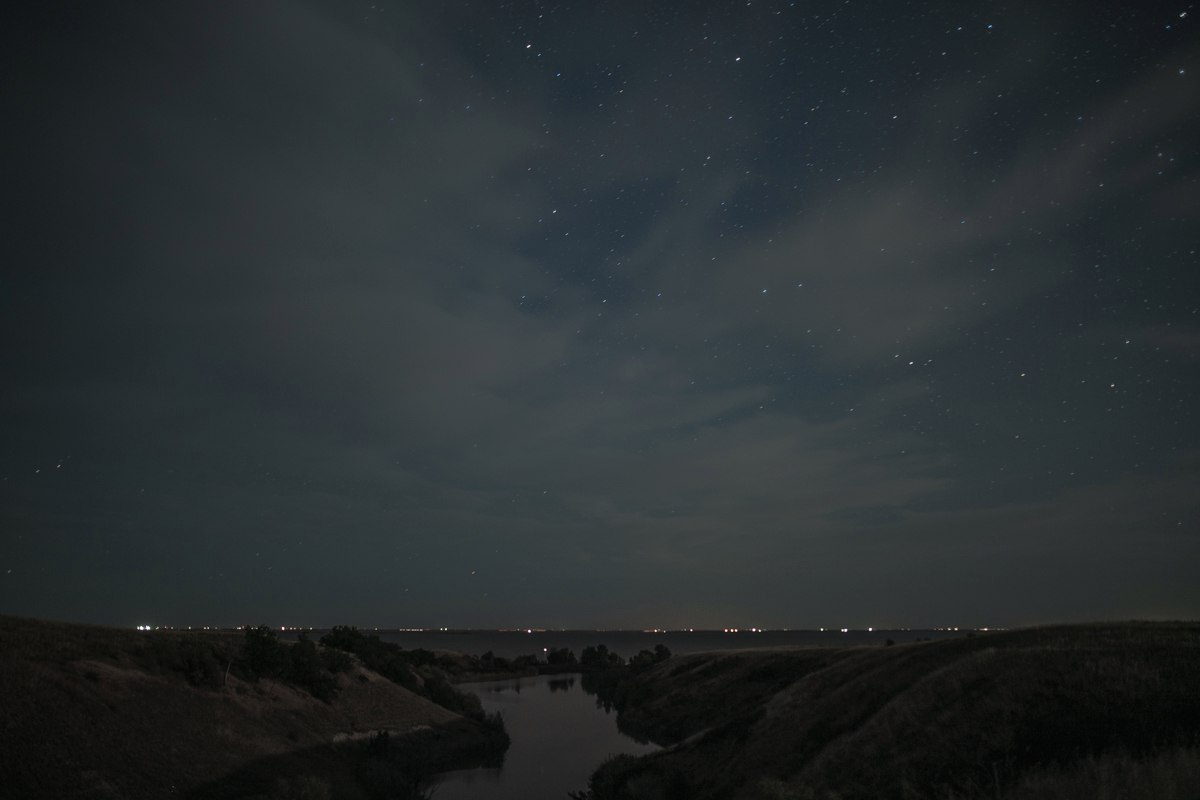
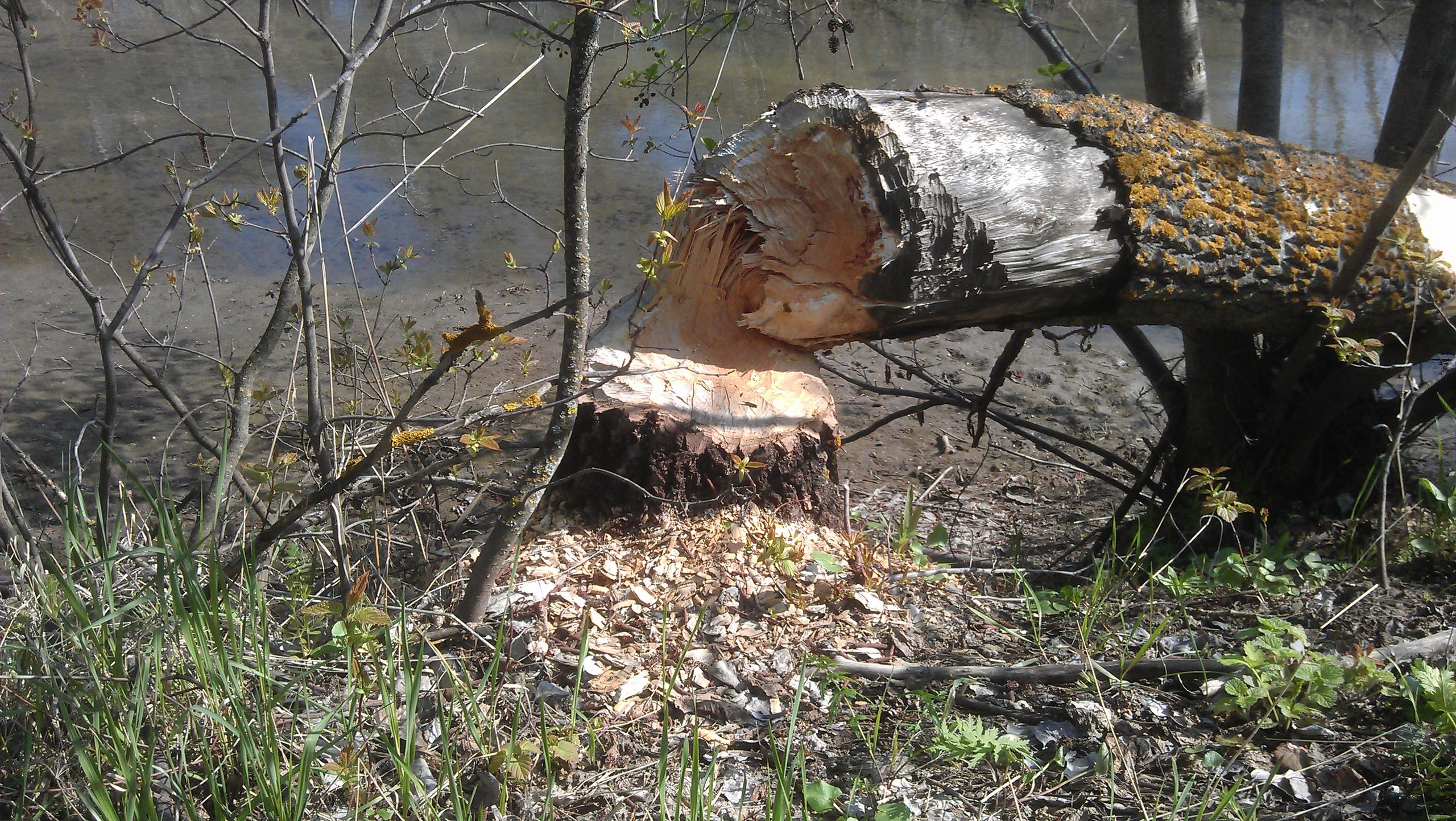
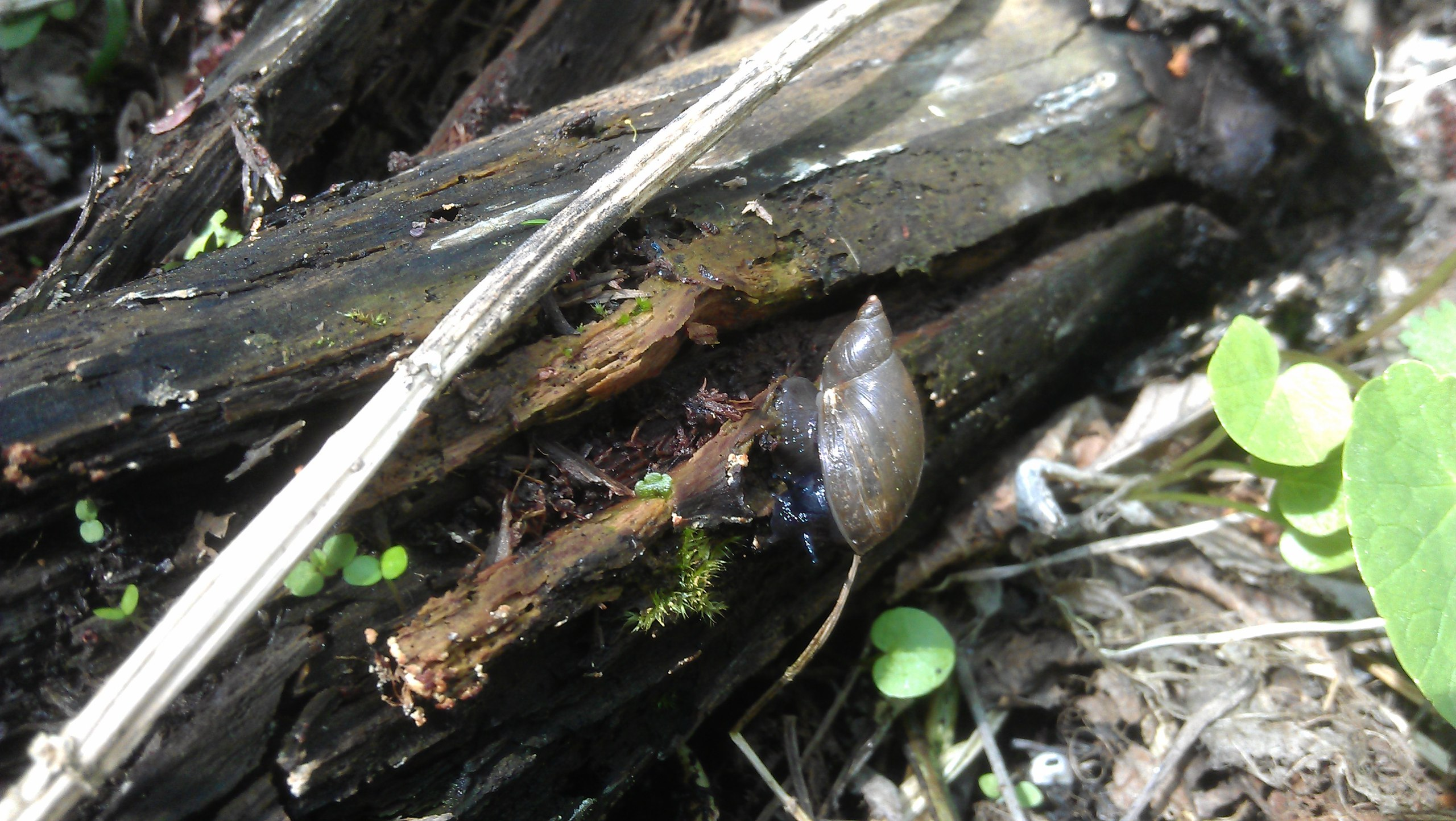